# Paccaritambo
Paccaritambo (en quechua, Paqariy tampu, 'el tambo donde se nace') es una localidad peruana ubicada en la región Cuzco, provincia de Paruro, distrito de Paccaritambo. Es asimismo capital del distrito de Paccaritambo. Se encuentra a una altitud de 3581 m s. n. m.  Tiene una población de  habitantes en 1993.
La plaza mayor de Paccaritambo fue declarado monumento histórico del Perú el 30 de mayo de 1994 mediante el R.J.N° 170-94-INC/J.

## Toponimia
El nombre proviene del quechua *paqari-y tampu, que Cerrón Palomino traduce como 'el aposento donde se nace'. Es un error, sin embargo, la nomenclatura de **paqari-q tampu, puesto que paqariy 'nacer' es un verbo intransitivo y no puede adquirir el sufijo agentivo -q. 

## Clima
| Parámetros climáticos promedio de Paccaritambo | Parámetros climáticos promedio de Paccaritambo | Parámetros climáticos promedio de Paccaritambo | Parámetros climáticos promedio de Paccaritambo | Parámetros climáticos promedio de Paccaritambo | Parámetros climáticos promedio de Paccaritambo | Parámetros climáticos promedio de Paccaritambo | Parámetros climáticos promedio de Paccaritambo | Parámetros climáticos promedio de Paccaritambo | Parámetros climáticos promedio de Paccaritambo | Parámetros climáticos promedio de Paccaritambo | Parámetros climáticos promedio de Paccaritambo | Parámetros climáticos promedio de Paccaritambo | Parámetros climáticos promedio de Paccaritambo |
| Mes                                            | Ene.                                           | Feb.                                           | Mar.                                           | Abr.                                           | May.                                           | Jun.                                           | Jul.                                           | Ago.                                           | Sep.                                           | Oct.                                           | Nov.                                           | Dic.                                           | Anual                                          |
| ---------------------------------------------- | ---------------------------------------------- | ---------------------------------------------- | ---------------------------------------------- | ---------------------------------------------- | ---------------------------------------------- | ---------------------------------------------- | ---------------------------------------------- | ---------------------------------------------- | ---------------------------------------------- | ---------------------------------------------- | ---------------------------------------------- | ---------------------------------------------- | ---------------------------------------------- |
| Temp. media (°C)                               | 10.5                                           | 10.4                                           | 10.3                                           | 9.7                                            | 8.5                                            | 7                                              | 6.7                                            | 7.7                                            | 9.4                                            | 10.5                                           | 10.6                                           | 10.6                                           | 9.3                                            |
| Temp. mín. media (°C)                          | 3.9                                            | 4.1                                            | 3.9                                            | 2.2                                            | -0.3                                           | -3                                             | -3.2                                           | -2.3                                           | 0.9                                            | 1.9                                            | 2.5                                            | 3.7                                            | 1.2                                            |
| Fuente: climate-data.org                       |                                                |                                                |                                                |                                                |                                                |                                                |                                                |                                                |                                                |                                                |                                                |                                                |                                                |